# Potelières
Potelières är en kommun i departementet Gard i regionen Occitanien i södra Frankrike. Kommunen ligger i kantonen Saint-Ambroix som tillhör arrondissementet Alès. År 2022 hade Potelières 368 invånare.

## Befolkningsutveckling
Antalet invånare i kommunen Potelières
Referens:INSEE